# کلاوس اووه بنتر

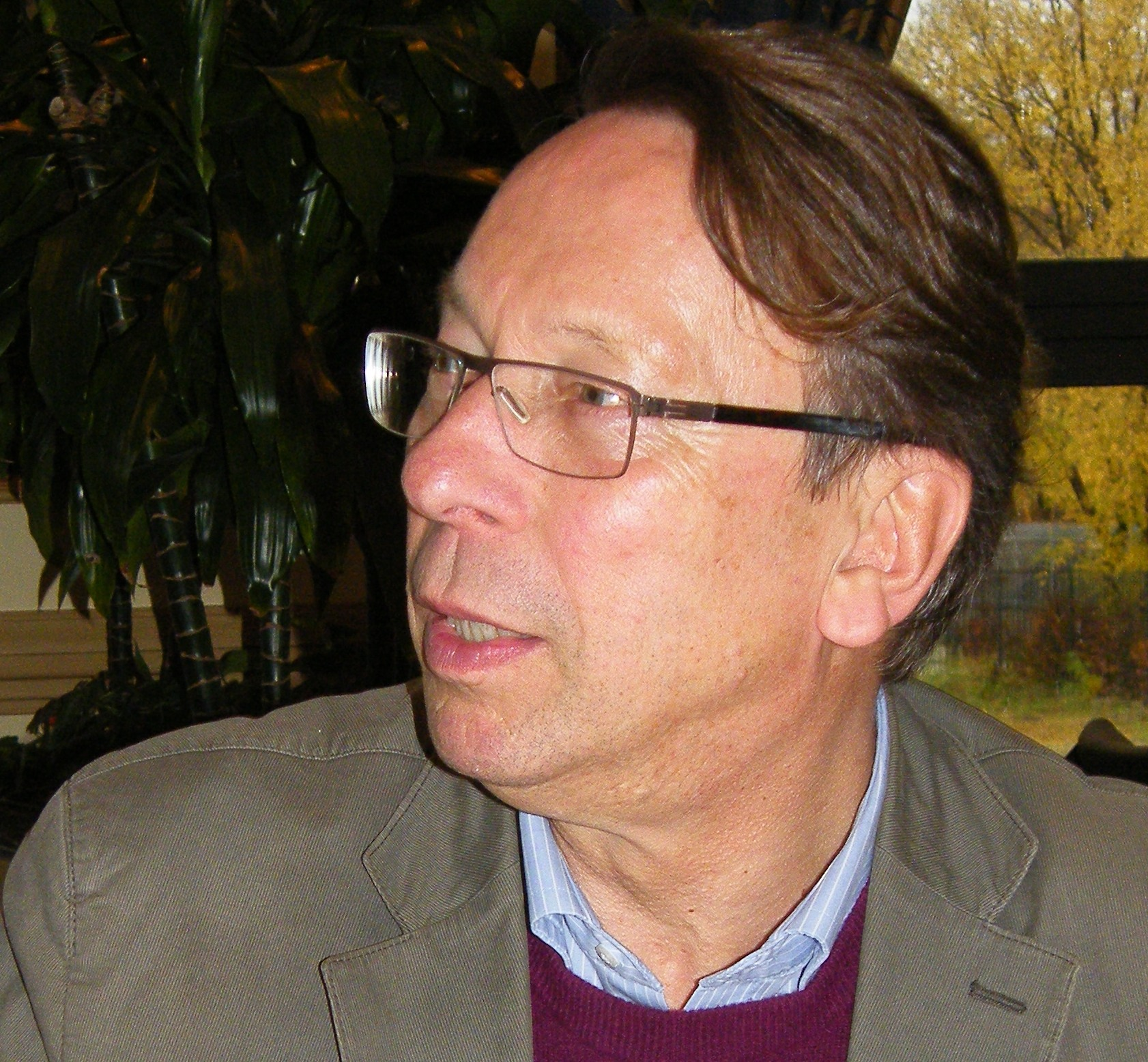

کلاوس اووه بنتر (انگلیسی: Klaus Uwe Benneter) یک سیاست‌مدار اهل آلمان است. او از اعضای حزب سوسیال دموکرات آلمان(SPD) می‌باشد.